# Flossenbürg (concentratiekamp)
Concentratiekamp Flossenbürg was een nazi-Duitse gevangenis die in 1938 nabij Flossenbürg, in de regio Oberpfalz (Beieren), gebouwd werd. Vanaf de oprichting werd de gevangenis als een concentratiekamp volgens het Dachau-principe opgezet en diende het vooral voor gevangenen en krijgsgevangenen uit de bezette gebieden in het oosten. De eerste, hoofdzakelijk Duitse, gevangenen bouwden het kamp op. De plaats van het kamp (en van de 100 subkampen) was zo gekozen dat de gevangenen als gratis arbeiders in de plaatselijke granietgroeves en Messerschmitt-fabrieken konden worden gebruikt. Zij werden in zestien grote houten barakken ondergebracht. Het crematorium lag in de vallei achter het kamp en was voor de gevangenen niet onmiddellijk zichtbaar. De subkampen hadden een grootte van zes tot zesduizend gevangenen.
Tegen 1945 bevonden er zich 40.000 gevangenen in het Flossenbürg-complex, waarvan 11.000 vrouwen. Zij werden gebruikt in de steengroeves en in de wapenindustrie. Het relaas over Flossenbürg is net als alle andere concentratiekampen: ondervoeding, ziekte en overwerken waren schering en inslag. Daarbij kwam dan nog de hardheid van de bewakers. Dit samen kostte velen het leven. In 1944 werd Flossenbürg een opleidingskamp voor vrouwelijke bewakers van de Waffen-SS. In het totaal werden 500 vrouwen opgeleid en gebruikt, vooral in de subkampen van Flossenbürg. Enkele voorbeelden van die subkampen waren: Dresden Ilke Werke, Freiberg, Helmbrechts, Holleischen, Leitmeritz, Mehltheur, Neustadt (nabij Coburg), Nürnberg-Siemens, Oederan, en Zwodau.

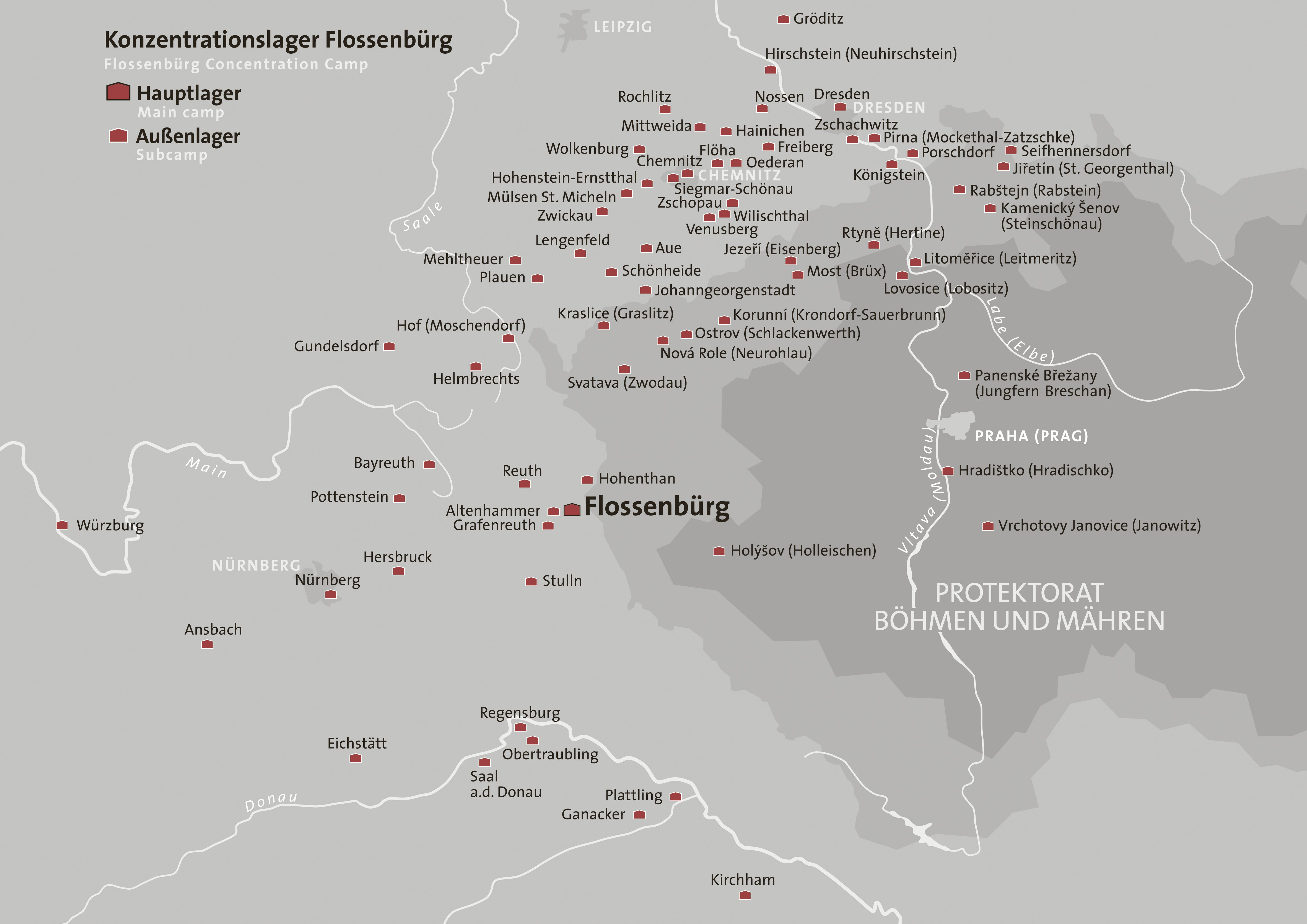
Locaties KZ Flossenbürg en zijn buitenkampen (Außenlager)

Er werden tussen april 1944 en april 1945 naar schatting 1.500 doodvonnissen uitgevoerd. Op 9 april 1945 werd  hier ook kerkleider, theoloog en verzetsstrijder tegen het nazisme Dietrich Bonhoeffer opgehangen. Voor al deze executies werden zes nieuwe galgen geplaatst. In de laatste maanden waren er zelfs meer doodvonnissen dan het crematorium aankon. Daarom liet de SS de lijken op hopen opstapelen en daarna verbranden. Niet alleen de doodvonnissen lagen aan de bron van de extra lijkverbrandingen. Ook de ondervoeding, het werkritme en de ziektes eisten steeds vaker hun tol. Wie tewerkgesteld werd in de steengroeve, had gemiddeld nog drie maanden te leven. Vanaf eind 1944 overleefden 1 op de 3 gevangenen hun tewerkstelling in de steengroeven en in de bosbouw niet.
Net voor de bevrijding van het concentratiekamp werden de gevangenen gedwongen te voet naar andere nog niet bevrijde concentratiekampen te marcheren. De uiteindelijke bedoeling van deze dodenmarsen was de volledige liquidatie van de overlevenden. Op die manier zouden alle sporen uitgewist worden.
Tijdens het bestaan van het concentratiekamp werden er meer dan 97.000 mensen op inhumane wijze gevangenengezet.